# Koverusjärvi
Koverusjärvi eller Koverus är en sjö i Finland. Den ligger i kommunen Kuusamo i landskapet Norra Österbotten, i den nordöstra delen av landet, 700 km norr om huvudstaden Helsingfors. Koverusjärvi ligger 253,7 meter över havet. Den är 14,2 meter djup. Arean är 61,4 hektar och strandlinjen är 6,53 kilometer lång. Sjön  ingår i Koundaälvens huvudavrinningsområde. 